# Rancho Seco, Jalisco
Rancho Seco är en ort i Mexiko.   Den ligger i kommunen Arandas och delstaten Jalisco, i den centrala delen av landet, 400 km väster om huvudstaden Mexico City. Rancho Seco ligger 2 157 meter över havet och antalet invånare är 123.
Terrängen runt Rancho Seco är platt österut, men västerut är den kuperad. Runt Rancho Seco är det ganska glesbefolkat, med 38 invånare per kvadratkilometer. Närmaste större samhälle är Arandas, 7,7 km väster om Rancho Seco. I omgivningarna runt Rancho Seco växer huvudsakligen savannskog.